# Monte Sirente
Il Monte Sirente è la cima più alta (2 349 m s.l.m.}) di un breve gruppo montuoso dell'appennino abruzzese (detto appunto gruppo del Sirente), compreso a sua volta nella catena del Sirente-Velino e nell'omonimo Parco naturale regionale Sirente-Velino: inserito tra i siti di interesse comunitario dell'Abruzzo, ricade prevalentemente nei territori dei comuni di Celano, Rocca di Mezzo, Ovindoli, Secinaro, Aielli e Gagliano Aterno.

## Descrizione

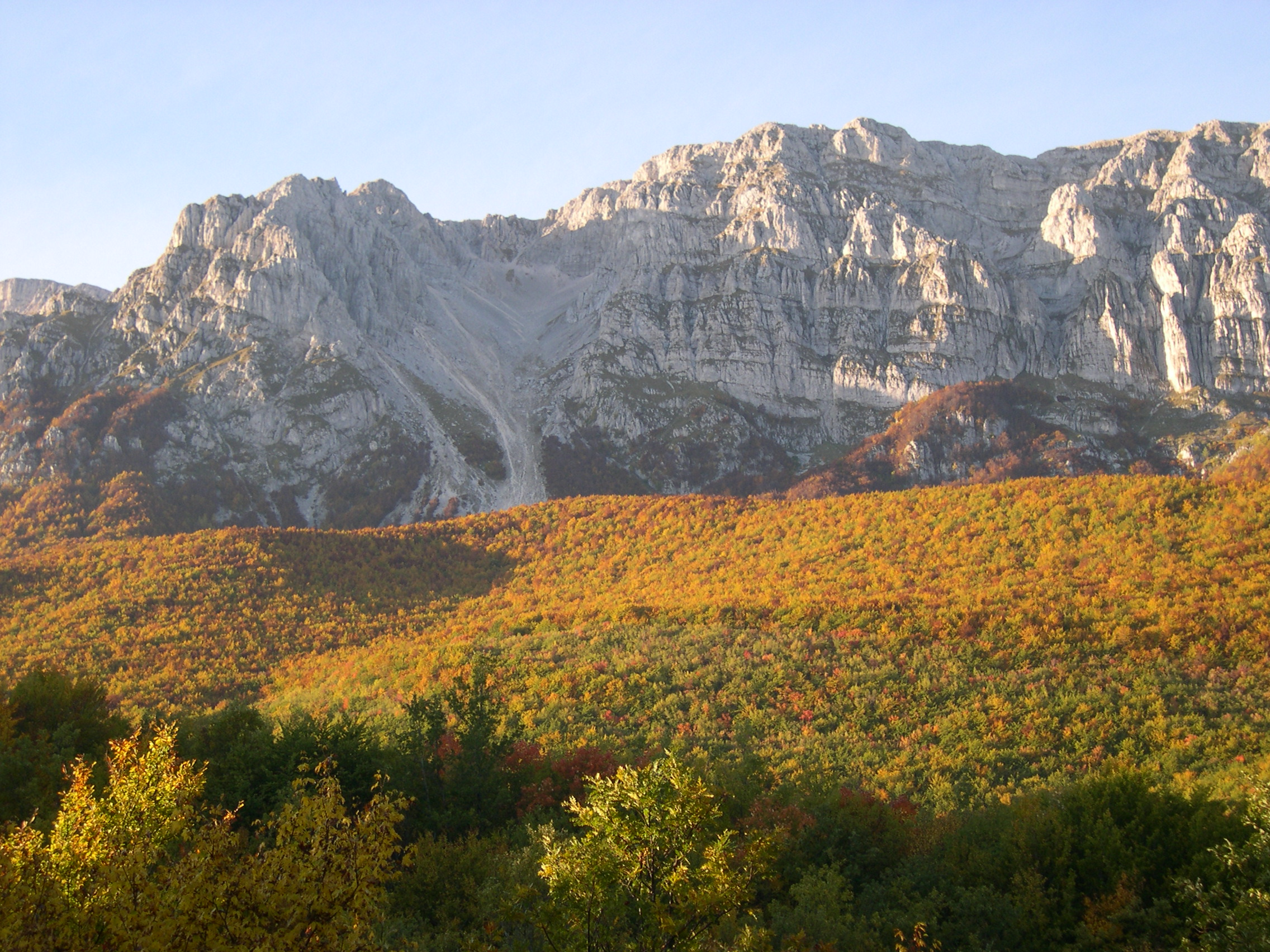
Particolare della parete nord-est rocciosa

### Geomorfologia
Si estende per circa 13 km da nord-ovest a sud-est, con un perimetro di circa 60 km, al centro della regione Abruzzo, tra l'Altopiano delle Rocche a nord-ovest (Rovere di Rocca di Mezzo), la Marsica a sud-ovest, la Valle Subequana a nord-est, la Valle Peligna a sud, rapidamente digradante a sud verso l'altopiano di Baullo e il valico di Forca Caruso (fra Collarmele e Castel di Ieri).
Nel versante nord il gruppo montuoso di tipo dolomitico digrada a valle ripidamente attraverso forre e canaloni scoscesi che scendono fino alla grande fascia boschiva di faggio che copre a nord la montagna raggiungendo i sottostanti Prati del Sirente: i profondi dirupi o gole nella parete nord sono stati determinati dall'azione dei ghiacciai dell'ultima glaciazione pleistocenica, con le pareti stesse che mostrano l'erosione derivante da agenti atmosferici, mentre le guglie ed i torrioni, di materiale più duro, ne hanno resistito maggiormente.

Il lato sud-ovest della catena invece digrada più dolcemente verso la piana del Fucino (depressione dove aveva sede il Lago del Fucino) attraverso una serie di prati e di gobbe, privi in maggior parte di alberi, ma ricchi di erba da pascolo e di fieno di montagna. Fanno invece eccezione le Gole di Celano sul versante sud-ovest del monte Serra di Celano compreso anch'esso nel massiccio.

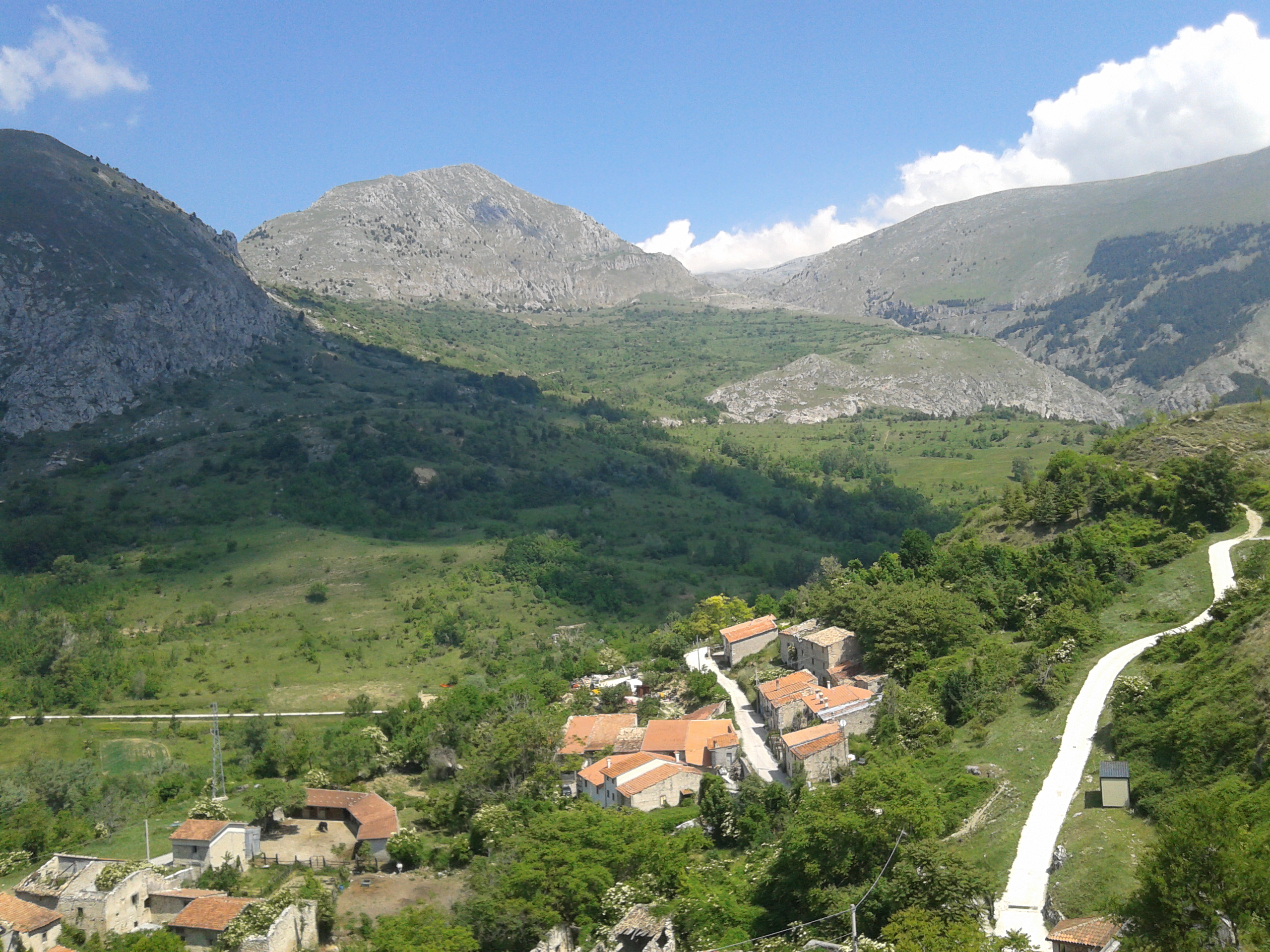
Monte Tino (a sinistra) e cresta del Monte San Nicola (a destra) visti da Aielli Alto

### Ambiente
La vasta distesa forestale di faggio del versante nord-est ospita lupi, orsi e ungulati (cervi e caprioli), in un ambiente che, in molti casi, è il più integro e selvaggio dell'intera catena del Velino-Sirente. 
Nel luglio 2013 è iniziato un programma di reintroduzione del camoscio appenninico; alcuni esemplari, provenienti dalla Maiella, sono stati qui rilasciati. 
Nel massiccio è stato individuato recentemente, da un gruppo di geologi italiani e svedesi, un cratere da impatto generato da un meteorite caduto approssimativamente 1.500 anni fa: largo circa 140 m, è oggi un laghetto, ed è l'unico (dei 155 finora localizzati) ad essere stato rinvenuto nel territorio italiano. Nel massiccio è inoltre presente un piccolo glacio nevato, mentre per chi pratica sci alpinismo famoso è anche il difficile Canalone del Sirente (Canale Maiori).

### Escursionismo
La cima si raggiunge abbastanza agevolmente tramite lunghi percorsi da nord (Ovindoli e Rocca di Mezzo) (circa 1 000 m di dislivello), da ovest da Aielli (1 300 m di dislivello) e da sud da Collarmele (1 200 m di dislivello); decisamente più complicate le vie di roccia e i canaloni della parete est. La visuale dalla vetta spazia su quasi tutti i principali gruppi montuosi dell'Appennino Abruzzese e Laziale: dal Velino, al Gran Sasso, alla Maiella, ai Monti Marsicani, i Monti Ernici, i Monti Cantari e i Monti Carseolani. 

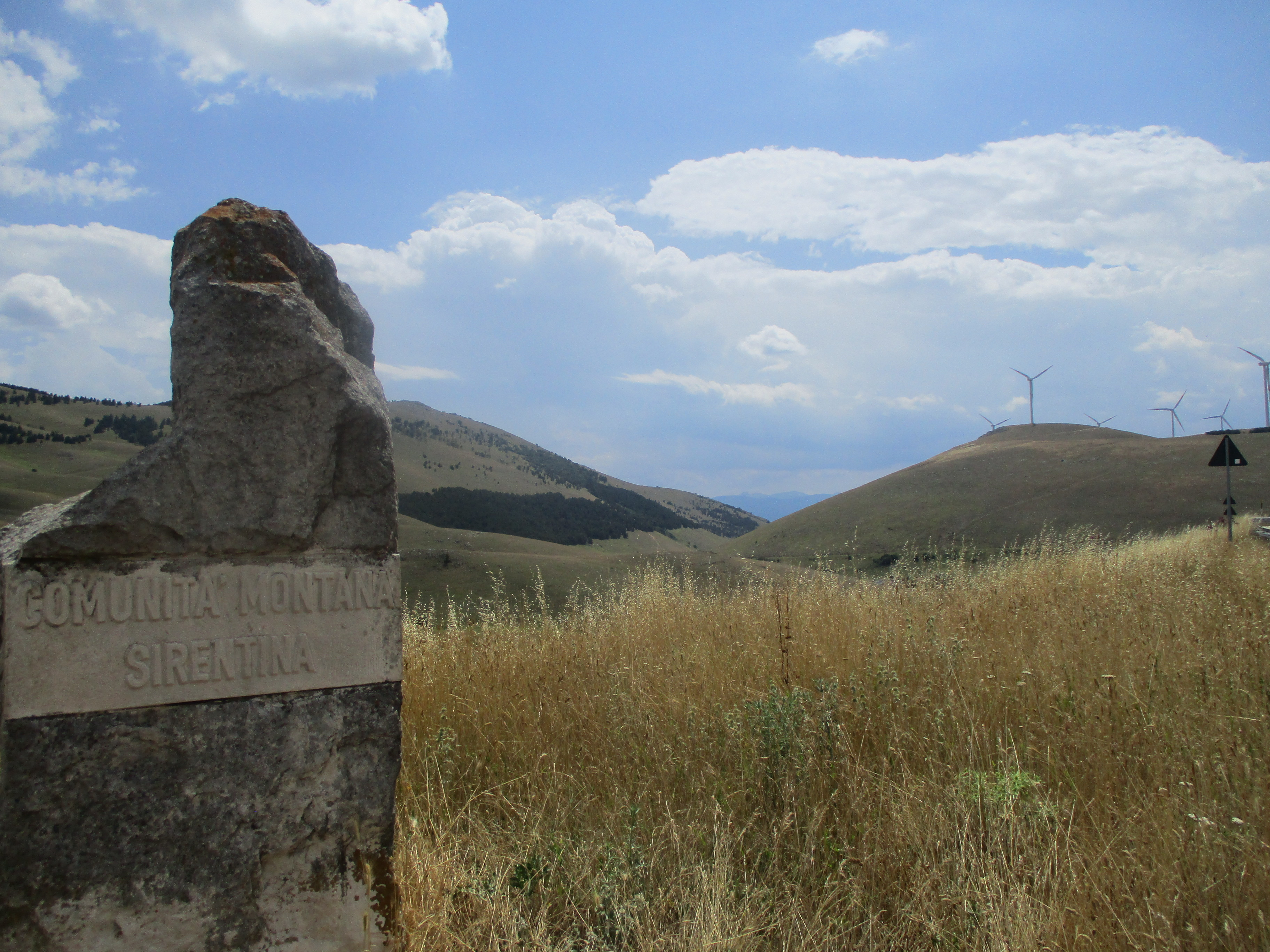
Comunità montana Sirentina (Forca Caruso)

### Orografia

#### Cime del gruppo
- Monte Sirente (2 349 m)
- Punta Macerola (2 256 m)
- Monte Canale (2 151 m)
- Sperone dei Tiburtini (2 128 m)
- Monte San Nicola (2 012 m)
- Monte Tino (Serra di Celano) (1 923 m)
- Monte Faito (1 704 m)